# 미다졸람
미다졸람(midazolam, 상표명: Versed)은 수면유도제이다. 맑은 무색 용액으로 된 앰플형 주사제이다. Dormicum, Hypnovel라는 상품명으로도 시판 중이다.
미다졸람은 1976년 개발되었으며, WHO 필수 약물 목록에 들어갈 정도로 기본적인 보건 시스템 구축에 필수적인 약물이다. 미다졸람은 복제약도 많이 시판 중이어서, 값이 저렴하다. 개발도상국의 복제약 도매가는 0.35 달러 정도이다.

## 수면내시경
수면내시경을 하는 경우에 진정제로 미다졸람이나 프로포폴을 주사한다. 미다졸람은 케타민, 프로포폴과 함께 3대 수면마취제로 불린다.
미다졸람은 5분내로 진정되기 때문에 상대적으로 약효상승은 느리지만 15-80분 정도의 지속적인 진정효과를 얻을 수 있다.
2016년 6월 28일, 부산 사하구 병원에서 수면내시경 진료를 받던 54세 여성이 호흡곤란으로 사망했다. 의사는 수면마취제인 미다졸람 3cc를 투약한 뒤, 마취되지 않았다며 재차 프로포폴 3cc를 추가로 투약했다.

## 프로포폴
프로포폴이 마약 수준의 강력한 환각 효과를 내어 오남용이 사회문제가 되자, 서울의 일부 성형외과는 프로포폴을 사용하지 않는다는 간판을 붙이고, 환각 효과가 약한 미다졸람, 케타민만을 사용한다.

## 부작용
미다졸람은 부작용으로 호흡억제, 기도폐쇄, 심혈관계 억제 등이 나타날 수 있다. 미다졸람(midazolam) 성분인 최면진정제를 처방받았을 때는 자몽 주스를 피해야 한다. 미다졸람은 CYP3A4에 의해 주로 대사되는데, 자몽에 들어있는 furanocoumarin 성분이 CYP3A4를 억제함으로써 결과적으로 약물의 대사를 방해하여 혈중농도를 높인다.
프로포폴과 미다졸람 같은 마취제를 사용할 경우, 의사는 환자의 산소포화도 등을 제대로 살펴봐야 한다. 그렇지 않으면 환자가 저산소증에 빠져 식물인간이 되거나 사망할 수 있다.
미다졸람을 하트만덱스(Hartmandex) 등 포도당 영양제와 함께 투약하면, 섹스를 할 때 흥분을 돋우는 환각제나 최음제로 사용할 수도 있다.
근이완제 '베카론' 등 여러 약물과 동시 투여시 약물 상호작용으로 심각한 부작용을 초래할 수 있으므로 용량을 줄이고 신중하게 투약해야 하며 환자의 상태를 면밀히 모니터링해야 한다.

## 항불안제
디아제팜, 로라제팜 등 항불안제는 병원에서 처방받을 수 있다. 문제는 이들 약품을 장기간 사용 시 의존성이 생길 수 있다는 점이다. 의존 증상을 이기지 못해서 여러 병원을 돌아다니며 약물을 과도하게 처방받거나, 병원에서 약품을 훔치는 사건이 발생하기도 한다.

## 사형집행
미국에서는 사형집행시 미다졸람을 사용한다.
2014년 4월 29일 오전 6시23분, 미국 오클라호마 주에서 살인혐의로 사형을 선고받은 클레이튼 로케트에 대한 독극물주사 사형집행이 개시되었다. 수면유도제 미다졸람과 호흡을 정지시키는 브롬화베쿠로니움, 심장을 멎게 하는 염화칼륨 등 3개 약물을 투여 받았다. 미다졸람으로 잠을 자야 하는데, 10여분 후에 깨어났다. 그 후 40여분간 엄청난 고통으로 몸부림 치다가 전신의 혈관이 모두 터져서 사망했다. 이 충격으로 오클라호마주 대법원은 6개월간 사형집행을 중단시켰다.
이런 충격적인 뉴스에, 오클라호마주 사형수 3명(리처드 글로십, 존 그랜트, 벤저민 콜)은 미다졸람을 사용한 사형 집행이 잔인한 처형을 금지하는 수정헌법 8조에 어긋난다며 위헌소송을 제기했다. 그러나 2015년 6월, 미국 연방 대법원은 사형 집행 때 미다졸람을 사용하는 게 적법하다고 5대 4의 다수결로 판결했다.
2014년 7월 23일 오후 1시 52분, 미국 애리조나 주립교도소는 1989년 여자친구와 그의 아버지를 살해한 혐의로 사형을 선고받은 조지프 루돌프 우드의 사형을 집행했다. 미다졸람과 하이드로모르폰을 투여했다. 20여분 후에 서서히 죽어야 하는데, 독극물 투약후 1시간 58분 동안 660여 차례나 헐떡였다. 2시간 동안 물 위로 올라온 물고기가 숨을 헐떡이듯 하다가, 고통스럽고 잔혹하게 죽었다.